# Genpet
Genpets (с англ. — «генопитомцы») — медиаинсталляция художника Адама Брандейса. Проект был показан во множестве галерей Канады и Европы и привлёк внимание средств массовой информации.
Создания на самом деле представляют собой скульптуры, сделанные из латекса и пластика. Внутри скульптур находилась механика для имитации медленного дыхания. Они выглядели как маленькие, безволосые гуманоиды, и были предназначены выглядеть живыми, но спящими, существами, изготовленными с помощью биоинженерии, и которые можно купить в качестве домашних питомцев. По цвету упаковки можно подобрать себе питомца с предпочитаемой индивидуальностью: энергичного, спокойного или игривого.
Скульптуры, упаковка и сопутствующий профессионально выглядящий веб-сайт были так реалистичны, что наблюдатели зачастую обманывались и верили.
Инсталляция была сделана художником Адамом Брандейсом (Adam Brandejs) с помощью художника Кристала Паллистера (Crystal Pallister), который помогал раскрашивать фигуры. Генпеты показывались на множестве выставок и галерей.